# Pleurocalyptus
Genre
Classification phylogénétique
Pleurocalyptus est un genre de plantes à fleurs de la famille des Myrtacées. Il comprend deux espèces d'arbres endémiques en Nouvelle-Calédonie.
Espèces :
- Pleurocalyptus austrocaledonicus (Guillaumin) J. Wyndam Dawson
- Pleurocalyptus pancheri (Brongniart & Gris) J. Wyndam Dawson

Ces arbres poussent aussi bien dans le maquis minier que dans les forêts denses humides et rivulaires de la Grande Terre (dans la moitié sud).